# Jack Swagger
Donald Jacob "Jake" Hager Jr. (născut pe 24 martie din 1982 în Perry, Oklahoma, Statele unite ale americii) cunoscut prin numele său de scenă Jack Swagger este un wrestler profesionist și luptător de arte marțiale mixte German-american , care în prezent lucrează pentru UFC  sub numele Jake Strong. în Plus, el a fost un membru al companiei de dezvoltare Florida Championship Wrestling (FCW),  în care a fost o dată Campion la categoria Grea din Florida și la unificat cu FCW Southern Heavyweight Championship.
Hager este de doua ori Campion Mondial fiind o singură dată Campion ECW și o dată WWE World Heavyweight Championship. A mai castigat o dată WWE United States Championship. În plus, el a fost câștigătorul Bani în Bancă la WrestleMania XXVI.

## Record în artele marțiale mixte
| Rezultate profesioniste |            |              |
| 2 meciuri               | 2 victorii | 0 înfrângeri |
| Prin predare            | 2          | 0            |

| Rezultat | La general | Adversar   | Metodă                          | Eveniment    | Data             | Runda | Timp | Locația                              | Note |
| -------- | ---------- | ---------- | ------------------------------- | ------------ | ---------------- | ----- | ---- | ------------------------------------ | ---- |
| Victorie | 2–0        | T.J. Jones | Submission (arm-triangle choke) | Bellator 221 | 11 mai 2019      | 1     | 2:36 | Rosemont, Illinois, Statele Unite    |      |
| Victorie | 1–0        | J.W. Kiser | Submission (arm-triangle choke) | Bellator 214 | 26 ianuarie 2019 | 1     | 2:09 | Inglewood, California, Statele Unite |      |

## În Wrestling
- Manevre de final
  - Gutwrench falling powerbomb[4] – 2008-2012, folosit ca o mișcare de semnătură în 2013; folosit foarte rar după
  - Patriot Lock[3][5] (blocare Glezna)[6][7] – 2010–prezent
  - Red, White and Blue Thunder Bomba (Spin-out powerbomb)[8][9] – 2008

- Managerii
  - The Soaring Eagle[10]
  - Michael Cole
  - Vickie Guerrero
  - Dolph Ziggler
  - Zeb Colter
  - Cesaro

- Porecle
  - "The All-American American"
  - "Mr. Bani în Bancă"
  - "The Real American"

## Campionate și realizări
- World Wrestling Entertainment/WWE
  - WWE World Heavyweight Championship (1 data)
  - ECW Championship (1 data)[11]
  - WWE United States Championship (1 data)
  - Bani în Bancă (2010)